# DN-skrapan
Le DN-skrapan est un bâtiment de Stockholm qui fut pendant près de 40 ans l'immeuble le plus haut de Suède. Situé au numéro 17 de la rue Rålambsvägen dans le quartier de Marieberg sur l'île de Kungsholmen, c'est une création de l'architecte Paul Hedqvist dont la construction remonte aux années 1960 à 1964. Son nom se décompose en DN, les initiales du quotidien Dagens Nyheter dont il abrita la rédaction, et skrapan un mot suédois signifiant le gratte-ciel.

## Contexte
Les anciens bureaux de la rédaction du quotidien Dagens Nyheter situés dans le quartier de Klara sont démolis en 1964 dans le cadre du redéveloppement de Norrmalm. Ces locaux étaient devenus trop vieux et trop exigus et il était de plus en plus difficile d'assurer l'impression et la distribution depuis le centre de Stockholm. Certaines activités comme l'agence photographique Pressens Bild n'étaient pas non plus situées dans le même bâtiment, ce qui compliquait l'organisation du travail. En décembre 1963, les employés font leurs adieux aux anciens locaux tandis qu'un drapeau marqué « Adieu Klara » flotte au-dessus de l'immeuble. Le déménagement vers le tout nouveau DN-skrapan commence le 31 décembre 1963. Une quinzaine de camions et soixante aller-retour sont nécessaires. Le déménagement prend fin le jour de l'an 1964. Les quotidiens Dagens Nyheter, Expressen et l'agence Pressens Bild sont ainsi réunis sous un même toit.

## Plan d'urbanisme

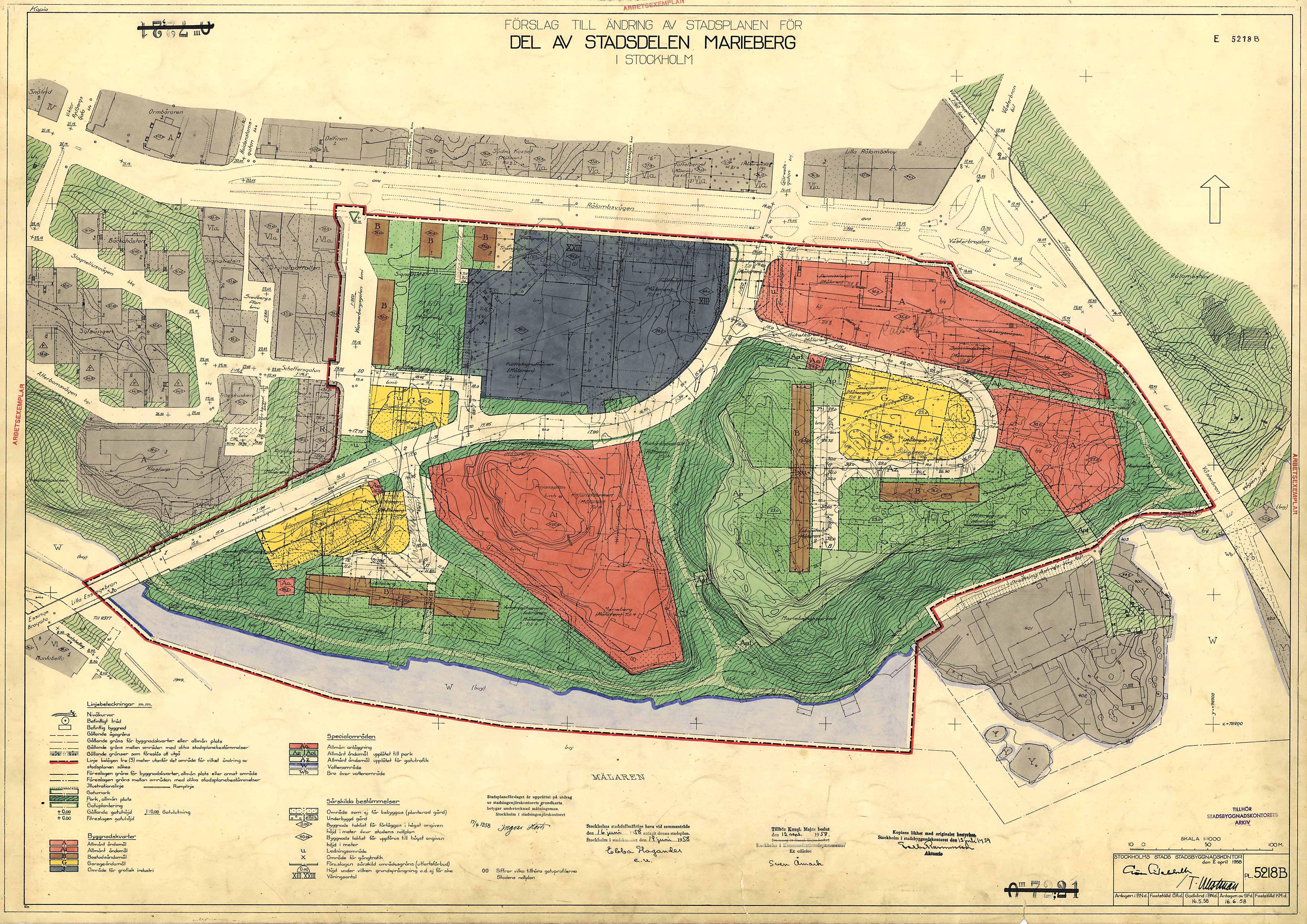
Plan d'urbanisme pour le quartier de Marieberg en 1958.

Les constructions que l'on peut voir aujourd'hui dans le quartier de Marieberg remontent au début des années 1960, et ont pour origine un plan d'urbanisme daté de 1958, signé Göran Sidenbladh. Le plan de la zone,  établi par l'architecte Åke Ahlström, prévoit un ensemble d'immeubles de hauteurs, de fonctions et de proportions différentes. Dans la partie nord, on envisage une zone industrielle consacrée  à l'industrie graphique, qui sera occupée par les imprimeries, les centrales de distribution et les rédactions des journaux Dagens Nyheter et Svenska Dagbladet.
Le quotidien Dagens Nyheter doit ainsi occuper la partie ouest du terrain avec entre autres un immeuble de 23 étages tandis que la maison SvD du quotidien Svenska Dagbladet est un immeuble de 13 étages situé plus à l'est.
Aux sud et à l'ouest des sièges des deux quotidiens, le plan d'aménagement se poursuit avec un terrain destiné à une représentation diplomatique (l'ambassade de Russie à Stockholm), un terrain destiné au siège des Archives nationales suédoises, et enfin une parcelle bâtie de deux immeubles d'habitation (la maison Erlander et le Bacon-Hill). Le DN-skrapan et le dernier de ces immeubles à être achevé. Les constructions, qui sont visibles de loin, font aujourd'hui partie du paysage urbain de Stockholm.

## Architecture

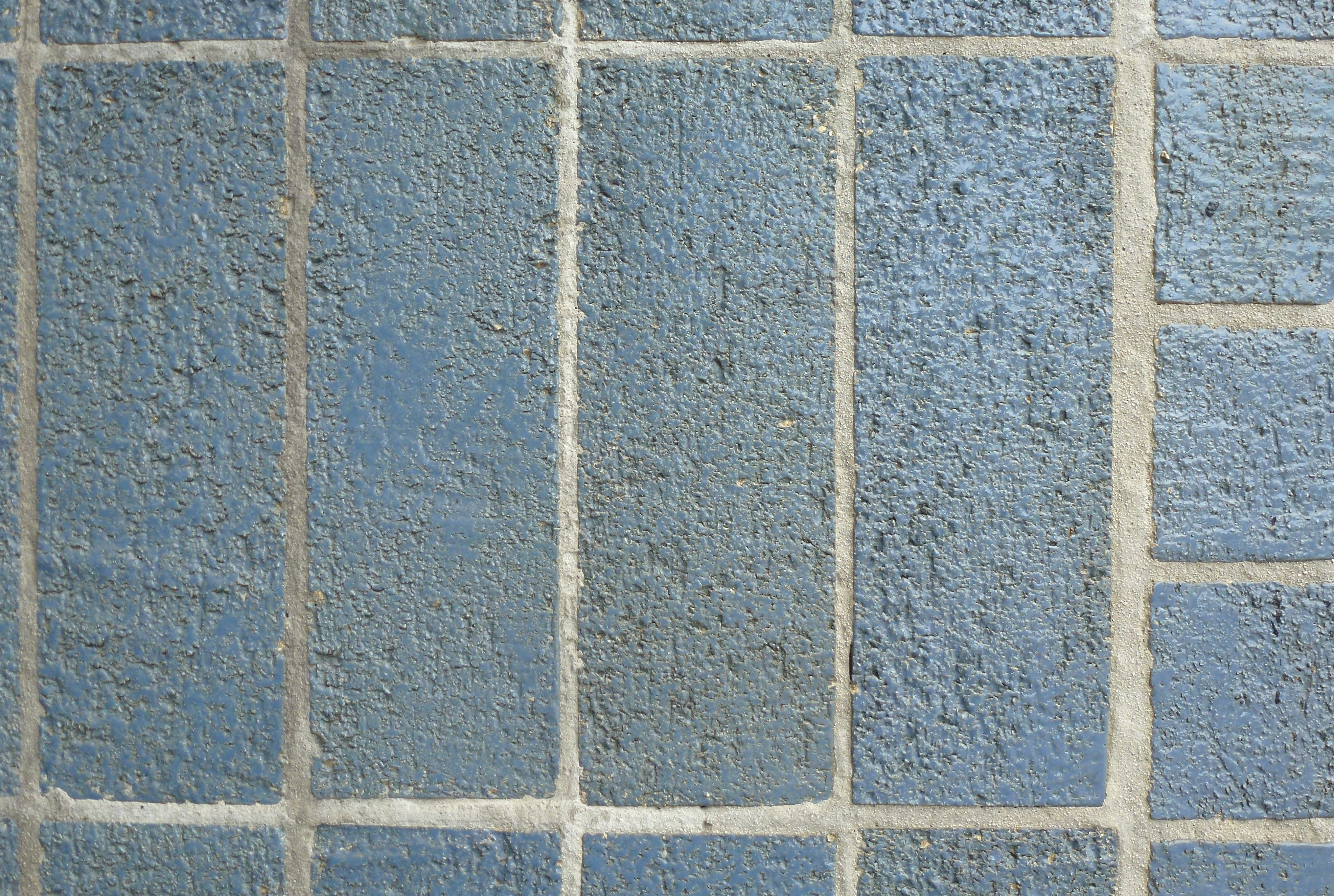
Détail des façades.

Construit dans les années 1960 à 1964, le DN-skrapan est une œuvre de l'architecte Paul Hedqvist. Il est inauguré le 24 septembre 1964, date à laquelle une partie des locaux est déjà utilisée. L'immeuble est composé de deux parties distinctes, haute et basse. La partie haute, qui compte 25 étages et mesure 84 mètres, est pendant 38 ans l'immeuble le plus haut de Suède. La partie basse compte quant à elle à l'origine 2 étages, mais est agrandie par la suite. Les deux parties ont des entrées distinctes, mais sont reliées par des passerelles vitrées.
Le DN-skrapan se distingue par la structure régulière de ses façades divisées en compartiments, et recouvertes de plaques de céramique gris-bleu clair et blanches. Côté sud-ouest, une cage d'escalier en verre laisse apparaitre un escalier en spirale et constitue une saillie à la surface du bâtiment. Ce concept est réutilisé par Paul Hedqvist dans d'autres de ses créations, comme le lycée Saint-Éric (suédois : Sankt Eriks gymnasium) à Stockholm. Dans le hall d'entrée de la partie haute est exposée une œuvre murale de Lennart Rodhe intitulée Jour et Nuit (suédois : Dag och natt, 1967). Dans la cour, on retrouve une fontaine sculptée de l'artiste Arne Jones, Nova, créée en 1965.
Tout en haut du bâtiment, le panneau mobile qui affiche tour à tour « Dagens Nyheter » et « Expressen » est visible en de nombreux lieux de la capitale suédoise. Le soir et dans la nuit, les bandes de fenêtres illuminées contribuent au paysage urbain de Stockholm.
Les rédactions des deux quotidiens Dagens Nyheter et Expressen sont aujourd'hui situées dans la partie basse du bâtiment, qui abritait précédemment l'imprimerie et les services d'expédition. Cette transformation des locaux a lieu en 1994-1996 selon des plans des cabinets d'architectes Tengbom arkitekter et Thelaus arkitekter. La partie haute de l'immeuble est aujourd'hui constituée de bureaux qui sont loués à différentes entreprises. 
À l'est du DN-skrapan, le siège du quotidien Svenska Dagbladet est un bâtiment plus trapu construit en briques rouges. Œuvre de l'architecte Anders Tengbom, il se démarque du DN-skrapan par ses proportions et ses volumes.

## Galerie

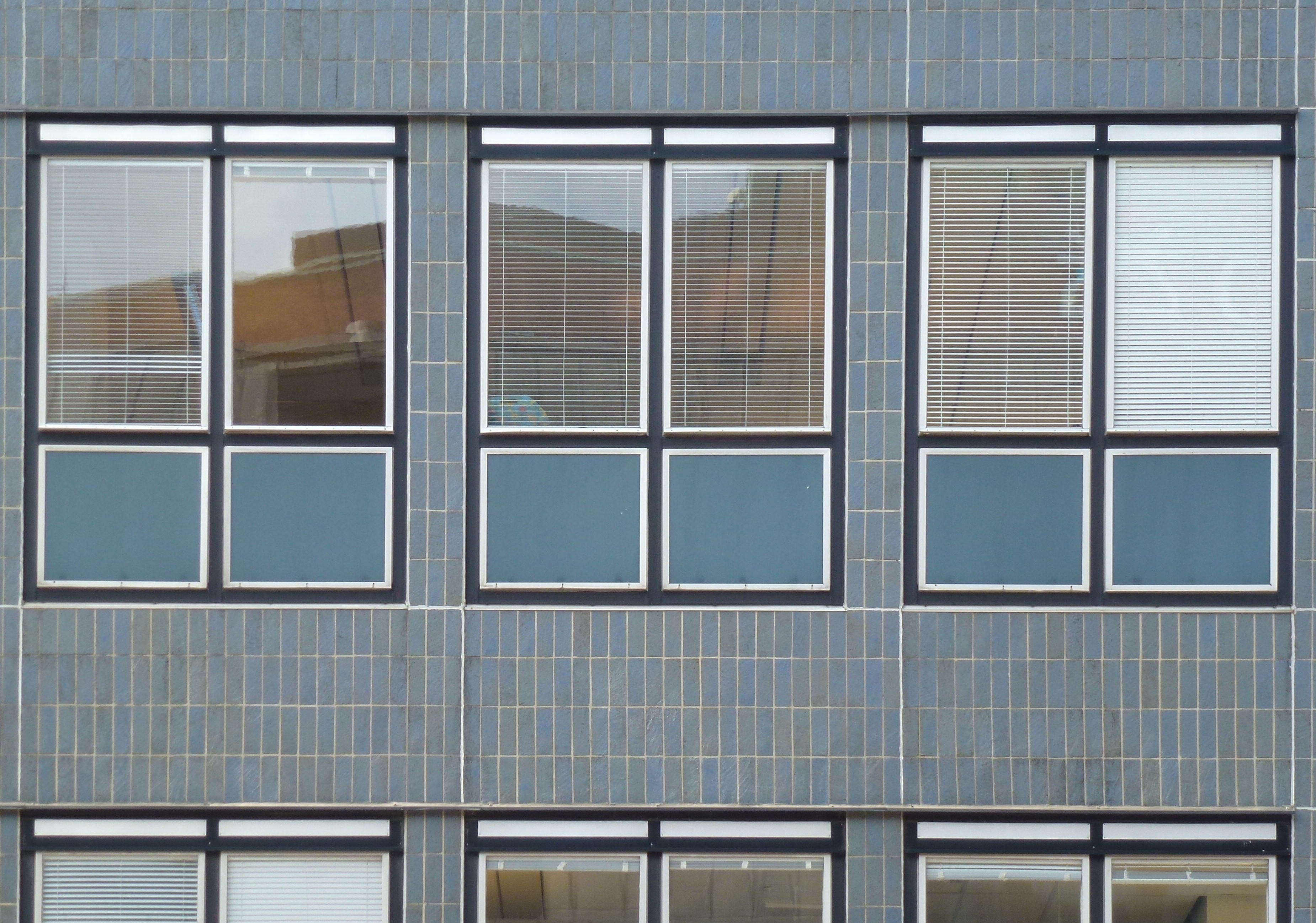
Détail des façades.
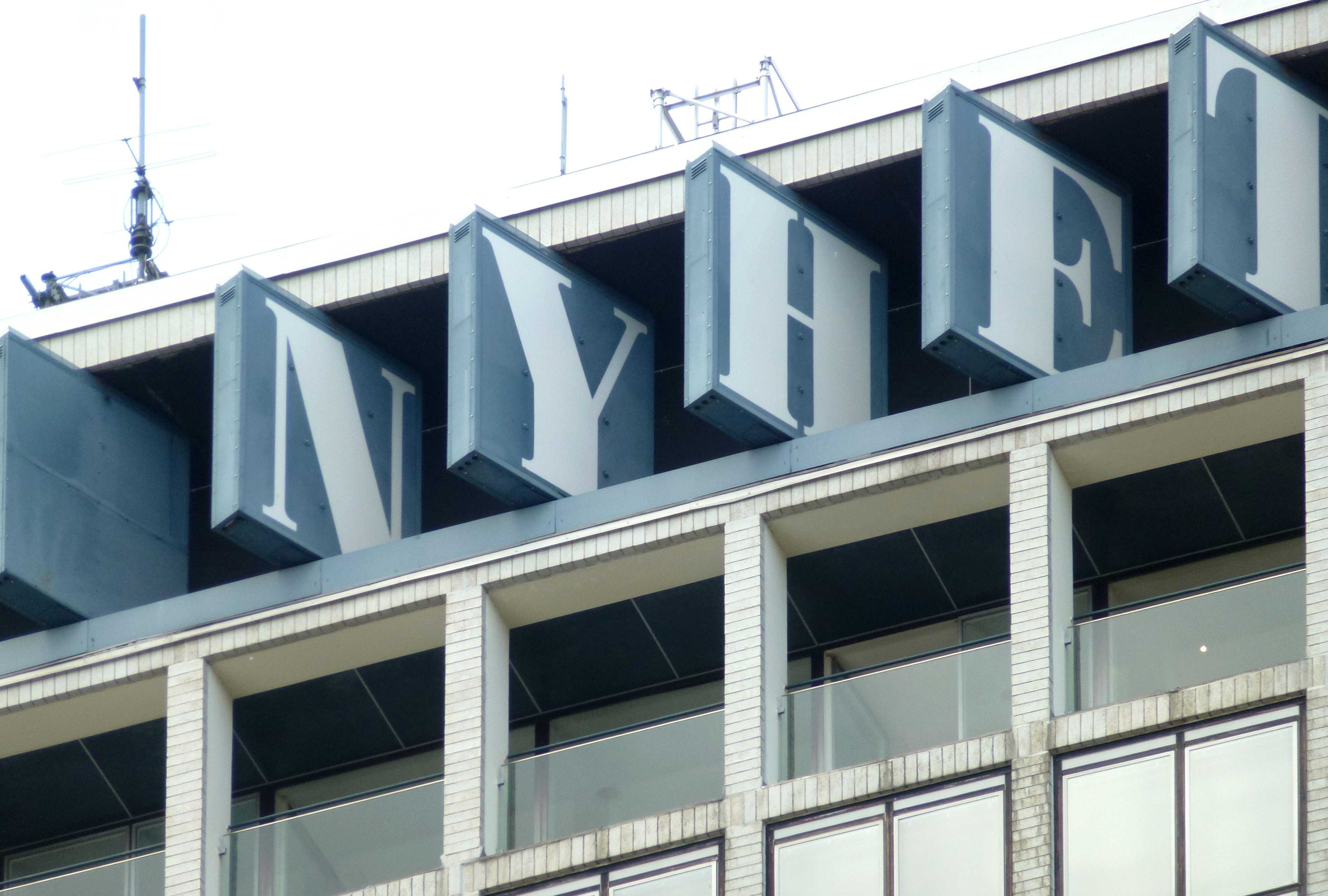
L'enseigne mobile.
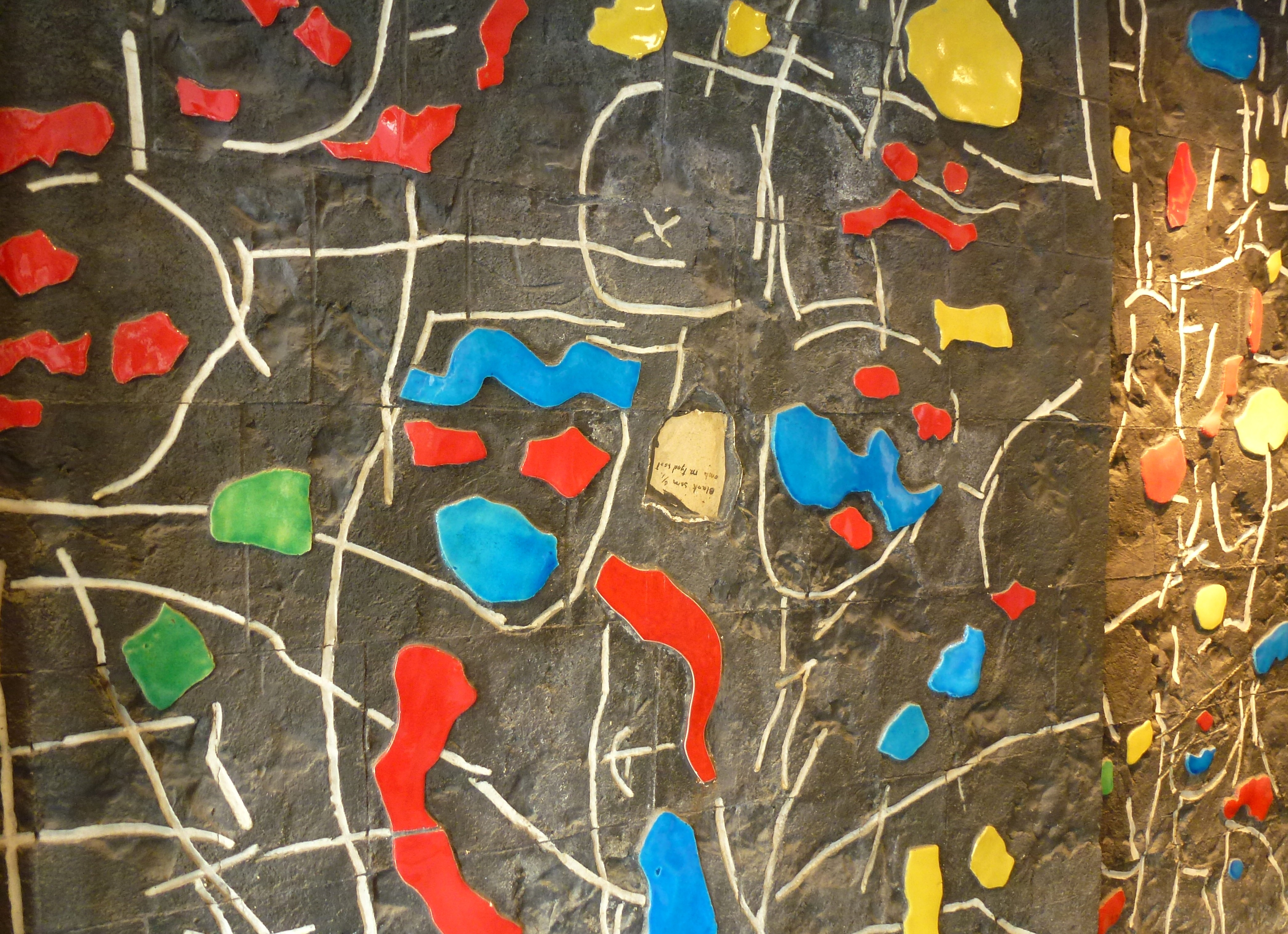
Nuit et Jour de Lennart Rodhe.
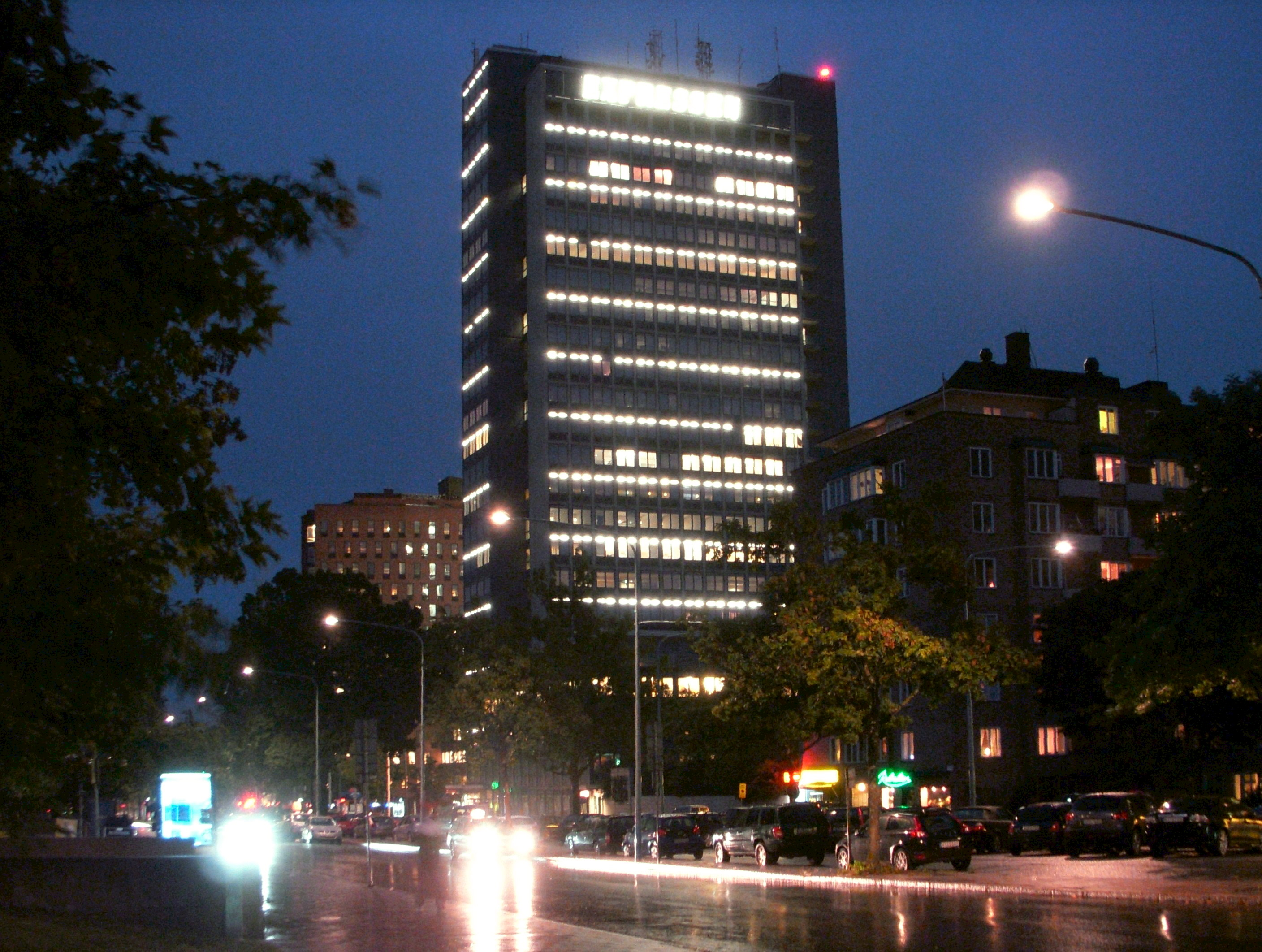
En soirée, août 2009.